# Primula obtusifolia
Primula obtusifolia är en viveväxtart som beskrevs av John Forbes Royle. Primula obtusifolia ingår i släktet vivor, och familjen viveväxter. Inga underarter finns listade i Catalogue of Life.